# Església vella de Sant Andreu de Vila-robau
L'església vella de Sant Andreu de Vila-robau és una església de Ventalló (Alt Empordà) protegida com a bé cultural d'interès local. Situada dins del poble de Vila-robau, a l'extrem nord-oest de Ventalló al qual pertany. El temple està situat a la part nord del nucli.

## Descripció
És un petit edifici d'una sola nau, amb absis de planta de ferradura orientat a llevant. Actualment, el temple no té culte, és de propietat particular i està envoltat d'altres construccions. La volta de la nau és de canó seguit i la de l'absis és de quart d'esfera, obert directament a la nau. Amb posterioritat s'obriren dues capelles laterals, probablement en època moderna. La façana està orientada a ponent i presenta una portalada d'un sol arc de mig punt, lleugerament rebaixat, bastit amb pedres de mida petita desbastades, a manera de dovelles. Està sostingut per muntants destacats que incorporen algun carreu desbastat.
A la part superior hi ha una petita finestra d'un sol biaix, una mica malmesa. A l'absis hi ha una altra finestra d'un sol biaix, actualment modificada. Al mur meridional de la nau s'hi va afegir l'antiga rectoria i el mur septentrional no posseeix obertures. Al mur de capçalera hi ha un senzill i primitiu campanar de cadireta. L'església conserva restes de pintures murals de diverses èpoques. En concret, els arcs que delimiten les capelles laterals conserven pintures murals datades al segle xviii, mentre que al mur de capçalera hi ha restes de pintura mural atribuïda al període romànic. El parament d'aquest edifici consta de còdols de riu de petita mida, només escapçats i sense treballar, lligats amb abundant morter de calç.

## Història
Aquesta església és la més antiga de les dues conservades a Vila-robau. Havia estat l'església parroquial del nucli fins a la construcció del nou temple, el segle xviii, al qual fou traslladada l'advocació de l'antic.En els darrers temps, l'edifici havia perdut la funció de culte i s'havia dedicat a magatzem. L'accés es feia per la rectoria, construcció afegida al mur meridional, i la porta de la façana era tapiada. Fa pocs anys el temple va ser objecte d'una intervenció que va netejar-la i restaurar-la parcialment. Actualment, la porta torna a ser habilitada, mentre que s'ha tapiat la d'accés des de la rectoria.